# 菲利普斯山脈
76°16′S 145°0′W / 76.267°S 145.000°W
菲利普斯山脈（英語：Phillips Mountains）是南極洲的山脈，位於瑪麗伯德地，屬於福特山脈的一部分，處於巴爾肯冰川和布洛克灣北面，該山脈由美國探險隊發現。